# Larvikite

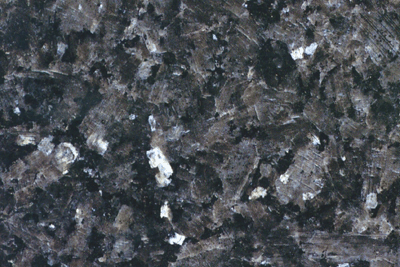
Superficie lucidata di Larvikite chiara.

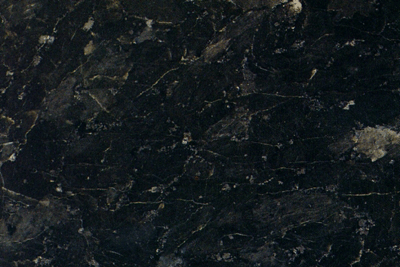
Superficie lucidata di Larvikite scura.

La larvikite è una roccia intrusiva sialica e mesosilicica. Il nome deriva da quello della città di Larvik in Norvegia.

## Origine e giacitura
La larvikite si trova come roccia intrusiva nelle laccoliti o sill o nelle rocce sienitiche o monzonitiche come differenziazione dei composti magmatici delle rocce fuse originarie.

## Caratteristiche chimico fisiche
La roccia è caratterizzata da una particolare iridescenza dovuta alla presenza di microcristalli di albite posti da creare una luminosita tendente all'azzurro per cui il colore della roccia è particolarmente influenzato da questo fenomeno: il minerale, di per sé è di colore grigiastro, ma con l'iridescenza può arrivare ad avere tonalità azzurre vivaci. La roccia è melanocratica (di colore scuro).